# باربارا أور
باربارا اوير (بالألمانية: Barbara Auer) (و. 1959 – م) هي ممثلة، وممثلة مسرحية، وممثلة أفلام من ألمانيا . ولدت في كونستانس.

## روابط خارجية
- مقالات تستعمل روابط فنية بلا صلة مع ويكي بيانات